# Sabrina Voinea
Sabrina Maneca-Voinea (n. 4 iunie 2007, Constanța, România) este o gimnastă română.

## Carieră
Ea a câștigat aurul la bârnă și sol la Cupa Mondiala de la Doha din 2023, aur la sărituri la Campionatele Europene de gimnastică artistică pentru juniori din 2022, argint în finala pe echipe și bronz la sol.
La Jocurile Olimpice din 2024, Voinea a ajutat echipa României să termine pe locul șapte în proba de echipe. În proba de bârna a terminat pe locul al optulea. În finala probei de sol, Voinea a obținut 13,700 puncte și a terminat pe locul al patrulea în urma Anei Bărbosu, deoarece a fost depunctată pentru că ar fi ieșit din covor ceea ce imaginile video și foto nu au confirmat. Însă în urma unei contestații a echipei SUA, Jordan Chiles, inițial pe locul 5, a primit un punctaj mai mare și medalia de bronz. Pe 10 august, Tribunalul de Arbitraj Sportiv a anulat contestația americanilor dar și cererea Sabrinei Voinea a fost respinsă, prin urmare, clasamentul inițial a fost  restabilit.
Sabrina Voinea este antrenată de mama ei, fosta gimnastă olimpică Camelia Voinea.

## Rezultate
| An      | Eveniment                                  | Echipă | IC | SR | PR | BR | SL |
| ------- | ------------------------------------------ | ------ | -- | -- | -- | -- | -- |
| 2017    | Campionatele naționale de juniori          |        |    |    | 5  | 4  |    |
| 2019    | Elek Matolay Memorial                      |        |    |    |    |    |    |
| 2019    | Cupa Petrom                                |        |    |    |    |    |    |
| 2019    | Campionatele naționale de juniori          |        |    |    | 6  |    |    |
| 2019    | Campionatele naționale individuale         |        |    |    |    |    |    |
| 2019    | Swiss Cup Juniors                          |        | 4  |    |    |    |    |
| 2019    | Horizon Cup                                |        |    |    |    |    |    |
| Juniori |                                            |        |    |    |    |    |    |
| 2021    | Campionatele naționale                     |        | 13 |    |    |    |    |
| 2021    | Tournoi International                      |        | 21 |    |    |    |    |
| 2022    | Trofeul City of Jesolo                     | 4      |    |    |    |    | 7  |
| 2022    | Campionatele naționale de juniori          |        |    |    |    |    |    |
| 2022    | Festivalul Olimpic European pentru Tineret |        | 11 | 4  |    |    | 5  |
| 2022    | Campionatele europene                      |        | 4  |    |    |    |    |
| 2022    | Turnoi International                       |        |    |    |    | 4  |    |
| 2022    | Campionatele naționale de juniori          |        |    |    | 5  | 4  |    |
| Seniori |                                            |        |    |    |    |    |    |
| 2023    | Cupa Mondială din Doha                     |        |    | 5  |    |    |    |
| 2023    | Campionatele Europene din Antalya (Turcia) |        |    |    |    |    |    |
| 2024    | Jocurile Olimpice                          | 7      |    |    |    | 8  | 4  |